# George van Podiebrad
George van Kunstadt en Podiebrad (Tsjechisch: Jiří z Kunštátu a Poděbrad) (vermoedelijk op Kasteel Poděbrady, 23 april 1420 - Praag, 22 maart 1471), was koning van Bohemen van 1458 tot 1471. Podiebrad behoorde tot de utraquisten, een stroming binnen de volgelingen van Johannes Hus.

## Biografie
George van Kunstadt en Podiebrad was de zoon van Victor van Kunštát en Podebrady, een Boheems edelman en een van de leiders van de taborieten gedurende de Hussietenoorlogen. George zelf was slechts veertien jaar oud toen hij deelnam aan de Slag bij Lipany die de ondergang werd van de taborieten. Vroeg in zijn leven, als een van de leiders van de hussietenpartij, versloeg hij de troepen van Albrecht II van Oostenrijk.
Gedurende de regering van Ladislaus van Habsburg waren de Bohemers verdeeld in twee partijen: de katholieke, Oostenrijkse partij, geleid door Ulrich von Rosenberg (1403-1462), en de nationale partij, geleid door Podiebrad. Na verschillende pogingen tot verzoening tussen beide partijen besloot Podiebrad naar de wapens te grijpen. Hij verzamelde een leger in Noordoost-Bohemen, waar de aanhang voor de hussitische zaak het grootst was en waar ook het kasteel van zijn familie gelegen was. Met dit leger van zo'n 9000 man marcheerde hij in 1448 van Kutná Hora naar Praag en nam de stad zonder noemenswaardige tegenstand in. In 1451 vertrouwde Frederik III de administratie van Bohemen toe aan Podiebrad.
De strijd van de Bohemen tegen Rome ging onverminderd door en de positie van Podiebrad werd zeer penibel toen de jonge koning Ladislaus, die in 1453 was gekroond, een duidelijke sympathie toonde voor de Roomse Kerk. Toen koning Ladislaus in 1457 stierf, werd Podiebrad onmiddellijk beschuldigd van vergiftiging (in 1985 werd bewezen dat Ladislaus gestorven was aan acute leukemie). Op 27 februari 1458 werd Podiebrad unaniem tot koning van Bohemen gekozen.
Een jaar na de kroning van Podiebrad begon het pontificaat van paus Pius II en zijn onophoudelijke vijandigheid bleek een van de grootste problemen tijdens Podiebrads regering. Zijn pogingen om vrede te sluiten met Rome bleken ineffectief en hoewel de dood van Pius II hem weerhield van zijn geplande kruistocht tegen de Bohemers was zijn opvolger net zo vastberaden. De koning van de hussieten had vele vijanden onder de katholieke leden van de machtige Boheemse adel. De ontevreden edellieden vergaderden op 28 november 1465 in Zelená Hora en besloten tot een opstand tegen de koning, hem beschuldigend van vele zaken. Deze beweging werd vanaf het begin gesteund door de nieuwe paus Paulus II. Op 23 december 1466 werd Podiebrad geëxcommuniceerd door Paulus II. Hij stierf op 22 maart 1471, waarmee een einde kwam aan de oorlog.

## Huwelijken en kinderen
Hij trouwde in 1440 of 1441 met Kunigunde van Sternberg. Na haar overlijden hertrouwde hij in (1450 of 1451 met Johanna van Rožmital.
Kinderen uit het eerste huwelijk met Kunigunde van Sternberg:
- Boczek (15 juli 1442-28 september 1496)
- Viktoryn (29 mei 1443- 30 augustus 1500).  Hertog van Münsterberg en Troppau
- Barbara (1444/47- na 1469).  getrouwd met (1) Hendrik van Lipa en (2) Johan Krzinecky van Ronow
- Hendrik (de oudere) (15 mei 1448-24 juni 1498). Hertog van Münsterberg, Graaf van Glatz.  Vorst von Frankenstein.  Hertog van Oels
- Catharina van Podiebrad (11 november 1449-8 maart 1464). Getrouwd met koning Matthias van Hongarije
- Sidonia van Bohemen (11 november 1449- 1 februari 1510. Getrouwd met Albrecht van Saksen

Kinderen uit het tweede huwelijk met Johanna van Rožmital:
- Hendrik (17 mei  1452-11 juli 1492). Hertog van Münsterberg, Graaf van Glatz.  Heer van Podiebrad und Kolin
- Frederik (1453/54- voor 31 Jul 1459)
- George (1454/55- 1459/1462).  Graaf van Glatz
- Ludmilla  (16 oktober 1456-20 januari 1503).  getrouwd met  Frederik I, hertog van Liegnitz en Brieg
- Jan (na 1456-voor 31 Jul 1459).